# Судариков Микола Георгійович
Микола Георгійович Судариков (2 лютого 1913, село Назар'єво, тепер Одинцовського району Московської області, Російська Федерація — 2000, місто Москва) — радянський юрист, дипломат, надзвичайний і повноважний посол СРСР у КНДР, Австралії та на Фіджі. Член Центральної Ревізійної Комісії КПРС у 1971—1976 роках. Кандидат юридичних наук.

## Життєпис
З 1932 по 1939 рік працював в органах юстиції.
У 1938 році закінчив заочно Московський державний юридичний інститут.
Член ВКП(б) з 1939 року.
У 1939—1941 роках — декан, завідувач навчальної частини Московського державного юридичного інституту.
У 1941—1945 роках — на відповідальній роботі в органах юстиції.
У 1945—1946 роках — директор Московського державного юридичного інституту.
У 1946 році — на керівній роботі в органах юстиції.
У 1946—1948 роках — завідувач правового відділу Ради у справах колгоспів при Раді Міністрів СРСР.
У 1948—1956 роках — на викладацькій роботі в Московському державному юридичному інституті, Військово-юридичній академії Радянської армії.
У 1956—1960 роках — радник посольства СРСР у Китайській Народній Республіці. У 1960—1962 роках — радник-посланник посольства СРСР у Китайській Народній Республіці.
У 1963—1967 роках — завідувач Далекосхідного відділу Міністерства закордонних справ СРСР, одночасно у 1964—1967 роках — член Колегії МЗС СРСР.
15 квітня 1967 — 8 серпня 1974 року — надзвичайний і повноважний посол СРСР у Корейській Народно-Демократичній Республіці (КНДР).
У 1974—1979 роках — завідувач відділу Південної Азії Міністерства закордонних справ СРСР, член Колегії МЗС СРСР.
20 жовтня 1979 — 24 квітня 1983 року — надзвичайний і повноважний посол СРСР в Австралії.
14 червня 1980 — 18 листопада 1983 року — надзвичайний і повноважний посол СРСР на Фіджі (за сумісництвом).
З 1983 року — на науково-викладацькій роботі в Дипломатичній академії МЗС СРСР.
Автор праць у галузі міжнародного права, у тому числі книги «Державний лад Китайської Народної Республіки» (1956).
Помер 2000 року в Москві.

## Нагороди і звання
- орден Жовтневої Революції (14.02.1983)
- орден Вітчизняної війни ІІ ст. (6.04.1985)
- орден «Знак Пошани»
- медалі
- надзвичайний і повноважний посол СРСР